# Новосибирский жировой комбинат
Новосибирский жировой комбинат (НЖК) — крупное российское предприятие масло-жировой промышленности, основанное в 1918 году и выпускавшее первоначально только мыловаренную продукцию. В 1935 году завод был перепрофилирован в универсальный жировой комбинат. Входит в состав компании «Солнечные продукты» (структуры саратовской финансово-промышленной группы «Букет»), выпускает такие виды пищевой продукции как маргарин, майонез, до 2012 года выпускалось хозяйственное и туалетное мыло. Главный рынок сбыта для предприятия — Дальний Восток, Сибирь, Средняя Азия. Кроме того, завод экспортирует свою продукцию в Белоруссию, Кыргызстан, Казахстан, Узбекистан, Таджикистан и Афганистан.

## История
Мыловаренный завод был построен на территории сгоревшей ватной фабрики в пригороде Новониколаевска тремя предпринимателями.

### Советский период
Официальная дата основания предприятия — 4 февраля 1918 года, когда Закупсбыт (кооперация заготовительных и сбытовых союзов) приобрела мыловаренный завод у частных собственников. В 1921 году осуществлена передача предприятия под руководство Новониколаевского губсовнархоза. В 1922 году управление предприятием передано Сибирскому отделению Центросоюза (СОЦ), в связи с чем фабрика получила название «Мыловаренный завод СОЦ». В 1924 году снесено старое здание.
В 1925 году предприятие переименовано в «Мыловаренный завод Сибкрайсоюза». В 1928 году введена в эксплуатацию ветвь железной дороги от станции Новосибирск до завода.
15 декабря 1928 года предприятие посетил нарком просвещения РСФСР Анатолий Луначарский, на которого мыловаренный завод произвёл благоприятное впечатление. В одной из своих работ Луначарский вспоминал, что «Новосибирский мыловаренный завод великолепно механизирован» и «почти нет неприятных запахов». Первый нарком просвещения также отметил, что на предприятии, кроме хозяйственного, имеется большой ассортимент туалетного мыла:

Но Сибирь умывается не только этим маслянистым ядровым мылом. Завод готовит для неё чуть не 30 сортов разнообразных туалетных мыл, пахучих, элегантных по форме и, к неудовольствию директора, заворачиваемых в нарядные бумажки с изображением долгогривых и декольтированных красавиц.
— А. В. Луначарский, «Месяц по Сибири»
В 1930 года было завершено сооружение глицеринового цеха.
В 1932 году на перекрёстке улиц Семьи Шамшиных и Некрасова было возведено новое здание клуба.
В 1932 году была начата постройка гидрозавода, 13 июня на предприятии проведена выездная сессия Академии Наук СССР во главе с академиком Курнаковым, посвящённая строительству гидрогенизационного завода. В 1933 году по Турксибу начались поставки комбинату хлопкового масла из Средней Азии. Гидрогенизационный завод был введён в эксплуатацию в 1935 году. В том же году был реорганизован мыловаренный завод — предприятие стало Новосибирским жировым комбинатом и перешло из-под управления Центросоюза в ведение Главрасжирмасла. 1936 году жиркомбинат был переименован в «Трест-Жиркомбинат».
В 1941 году предприятие было оснащено оборудованием для производства жидкости «Стеол», необходимой армии, а также освоен выпуск солидола.
В августе 1952 года был введён в эксплуатацию маргариновый завод, а производство гидрожира свёрнуто. В 1956 году был сформирован отдел по производству майонеза. В 1962 году в качестве топлива для котельных предприятий начало использовать мазут.
В 1970-е годы был освоен электролитический метод непрерывного получения водорода.

### Российский период
Предприятие приватизировано в 1994 году. В 1996—1998 годы созданы собственные торговые марки продукции, организована дилерская сеть. С 2001 года на предприятии функционирует линия, выпускающая мягкие наливные масла.
В апреле 2003 года комбинат перешёл под управление финансово-промышленной «Букет».
В 2012 году прекращён выпуск маргариновой и мыловаренной продукции.
8 апреля 2013 года произошло частичное обрушение не использующегося комбинатом здания (150 м²), демонтаж которого должен был назначен на 11 апреля 2013 года. Это событие упростило задачу демонтажных работ.
Закрылся 7 февраля 2020, после процедуры банкротства. Новосибирский майонез «Провансаль» в настоящее время выпускается в Екатеринбурге.

## Финансовые показатели
Выручка комбината в 2013 году составила 1,2 млрд рублей (против 2,2 млрд рублей в 2012 году). Чистая прибыль за 2013 год составила 8,6 млн рублей (в сравнении с 73,8 млн рублей за 2012 год).

## Известные работники
Дмитрий Геннадьевич Ловейко — директор студии «Анимаккорд», сопродюсер мультсериала «Маша и Медведь». На НЖК работал в должности директора по маркетингу.